# Red Knight
Der Red Knight (Roter Ritter) war ein Kunstflugzeug der Royal Canadian Air Force, das von 1958 bis 1969 im Einsatz war. Anfangs wurde eine rot lackierte Canadair CT-133 Silver Star Mk.3 eingesetzt, die Loopings, Rollen, kubanische Achten, horizontale 360°-Drehungen, Rückenflug und Vorbeiflüge mit hoher Geschwindigkeit bei Airshows in ganz Nordamerika zeigte. Oft flog der Rote Ritter im Vorprogramm von oder in Verbindung mit den Golden Hawks und später mit den Golden Centennaires, Kanadas zeitgenössischen Kunstflugstaffeln. Im Juli 1968 wurde die Silver Star durch eine Canadair CL-114 Tutor ersetzt.

## Geschichte

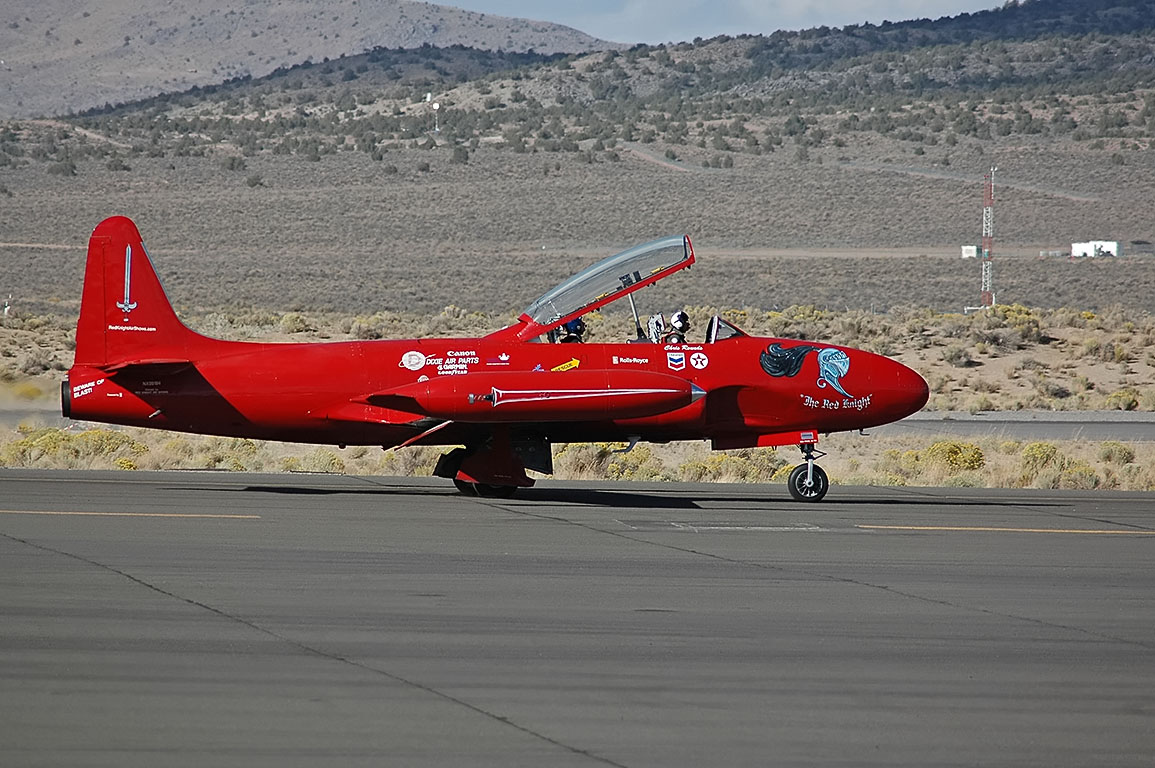
Der „neue“ Rote Ritter in Reno, Nevada, 2004

Während des Dienstes mit der Royal Canadian Air Force (1958–1968) und den kanadischen Streitkräften (1968–1969) wurde der Rote Ritter von siebzehn verschiedenen Piloten aus vier verschiedenen Basen geflogen. Anfang 1961 kam ein zweites Red-Knight-Flugzeug mit alternativem Piloten in Dienst, sodass gleichzeitig an verschiedenen Orten eine Vorführung möglich war oder eine Vorführung mit zwei Red-Knight-Flugzeugen. Ein Unfall mit zwei Flugzeugen passierte bei der Gimli Air Force Day Airshow (RCAF Station Gimli) am 21. August 1963. Während der Durchführung einer kubanischen Acht erkannte der zweite Pilot, Wayne MacLellan, dass er zu niedrig war, und brach das Manöver ab. Leaderpilot J. W. „Bud“ Morin erkannte dies zu spät und wurde getötet, als sein Flugzeug auf den Boden prallte. Eine Untersuchungskommission der Royal Canadian Air Force verbot weitere Vorführungen mit zwei Flugzeugen.
Der Red Knight hatte fünf störungsfreie Jahre nach Morins Unfall, dann stürzte John Reid während eines Foto-Shootings am 22. Mai 1968 ab. Nach einem Looping in niedriger Höhe konnte Reid das Flugzeug nicht schnell genug nach oben ziehen und stürzte in den Boden. Obwohl er weg von den Trümmern auftraf, starb Reid im Krankenhaus. Am 13. Juli 1969 wurde Bryan Alston getötet, als seine Tutor einen Triebwerksausfall hatte und während der Notlandung abstürzte. Diese beiden Abstürze in kurzer Folge führten dazu, dass die Luftstreitkräfte das Programm ernsthaft in Frage stellten. Aufgrund der Kosten- und Personalkürzungen wurden die Flugvorführungen des Red Knights im Jahr 1969 eingestellt.
Jahre später trat der Red Knight als privates Showteam in den USA wieder auf. Zwischen 1990 und 1993 flog Rick Brickert eine restaurierte CT-133 Silver Star Mk.3 in Airshows in den Vereinigten Staaten und beim Reno Air Race. Nach Brickerts Tod im Jahr 1993, als er mit dem experimentellen Scaled-Composites-Pond-Racer notlandete, wurde die CT-133 nicht verwendet, bis sie durch Red Knight Air Shows LLC im Jahr 2003 erworben wurde. Das Unternehmen betreibt derzeit die CT-133 und koordiniert Auftritte bei Flugshows auf dem ganzen nordamerikanischen Kontinent.